# Besetzung des Jablunkapasses

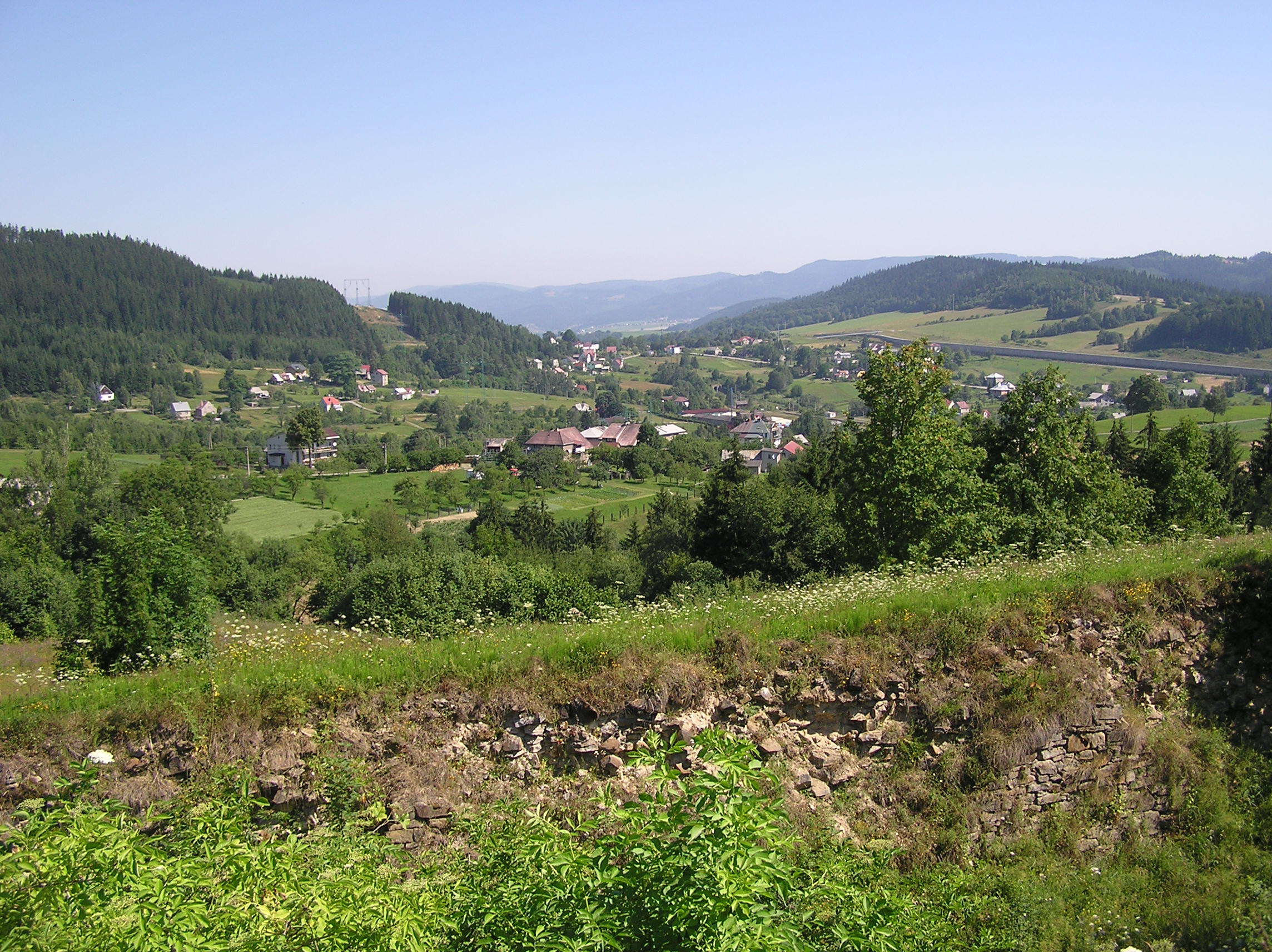
Blick auf den Jablunkapass von den alten Schanzen aus.

Die Besetzung des Jablunkapasses war ein Kommandounternehmen im Vorfeld des Überfalls auf Polen und damit vor dem Beginn des Zweiten Weltkriegs in Europa, das vom 25. bis zum 26. August 1939 unter der Leitung des Abwehroffiziers Erwin von Lahousen stattfand. Sie sollte den strategisch wichtigen Jablunkapass für den geplanten Einfall der Wehrmacht sichern und die Sprengung des Eisenbahntunnels darunter verhindern.

## Ereignisse
Die ersten Pläne für den Überfall auf Polen sahen den 26. August 1939 als Stichtag vor. Adolf Hitler nahm jedoch kurzfristig vom Angriffsbefehl Abstand. Währenddessen liefen bereits die Planungen der Wehrmacht. Aus der Nordwestslowakei kommend, bildete der Jablunka-Pass das Einfallstor in die Südflanke der polnischen Armee. Als Hitler den Angriffsbefehl zurückzog, waren bereits Kommandos der Abwehr unterwegs. Die Kampforganisation Jablunka (K.O.J.) unter dem Kommando von Leutnant Hans-Albrecht Herzner, einem Offizier der Abwehr II, überschritt die Grenze bei Čadca. Das Oberkommando der Wehrmacht (OKW) zog den Angriffsbefehl auf Polen am 25. August 1939 um 20:30 Uhr zurück. Durch ein Versagen der Funkgeräte, die in der zerklüfteten und bewaldeten Landschaft nicht funktionierten, konnte die Einheit nicht mehr rechtzeitig informiert werden.
Die Einsatzziele lauteten, den Pass zu nehmen, die Sprengung des Eisenbahntunnels unter dem Jablunkapass zu verhindern und alle Sprengmittel zu demontieren. Die erhaltene Infrastruktur sollte an die zum nächsten Tag nachrückende, in Žilina stationierte Wehrmacht übergeben werden.
Die etwa 30 Mann starke Gruppe, die von militärisch ausgebildeten Volksdeutschen geführt wurde, brach von Žilina aus auf. Mit Fahrzeugen, die später nach Žilina zurückkehrten, wurden sie zur Grenze gebracht. In einem fünf Kilometer langen Fußmarsch erklommen sie den Jablunkapass bis zur Grenze. Von dort aus marschierten sie nach Mosty u Jablunkova, einem im Olsagebiet gelegenen tschechischen Ort, der infolge des Münchener Abkommens polnisch besetzt war. Die Einheit war zum Teil in polnische Uniformen gekleidet, was einen eindeutigen Verstoß gegen die Haager Landkriegsordnung darstellte. Unterdessen befürchtete die Wehrmacht, der von der Kommunikation abgeschnittene Trupp könnte ungewünschte Kampfhandlungen beginnen, doch alle Versuche, die Einheit zu suchen oder anderweitig zu kontaktieren, scheiterten.
Der deutsche Stoßtrupp verfehlte alle seine Ziele. Es gelang der Einheit nicht, den Eisenbahntunnel einzunehmen. Selbst das Bahnhofsgebäude wurde nicht vollständig besetzt, da im Keller ein polnisches Kommunikationssystem unerkannt blieb, mit dem die Telefonistin die Offiziellen informierte.
Als die polnischen Kräfte nachrückten und die Verstärkung ausblieb, entschied sich Herzner, zur slowakischen Grenze zurückzukehren. Der Abwehroffizier Erwin von Lahousen notierte hierzu, dass der Trupp einen Angriff der Tunnelverteidiger abwehrte und sich auf Befehl der 7. Infanterie-Division in sechseinhalb Stunden zu Fuß zur Grenze zurück durchschlug.
Noch am 26. August entschuldigte sich eine Abordnung deutscher Offiziere bei der polnischen 21. Infanteriedivision für diesen von einem Unzurechnungsfähigen verursachten Zwischenfall. Am 1. September 1939, dem ersten Tag des Überfalls auf Polen, sprengten polnische Truppen den Tunnel.